# Paratrixa polonica
Paratrixa polonica là một loài ruồi trong họ Tachinidae.